# Hebanthe pulverulenta
Hebanthe pulverulenta ou corango-veludo é uma espécie de planta do gênero Hebanthe e da família Amaranthaceae. 

## Taxonomia
A espécie foi descrita em 1826 por Carl Friedrich Philipp von Martius. 
Os seguintes sinônimos já foram catalogados:  
- Gomphrena pulverulenta  (Mart.) Moq.
- Pfaffia pulverulenta  (Mart.) Kuntze

## Forma de vida
É uma espécie terrícola e subarbustiva. 

## Descrição
Forma subarbustos, escandentes ou semi-escandentes, com cerca de 1 metros de altura, glabros ou glabrescentes. Ela tem folhas elípticas, ovais ou oval-elípticas, de 3,8–12,2 × 1,7–6 cm, pecíolos indumentados, 0,1–1,5 centímetros de comprimento, ápice agudo a acuminado, base aguda ou obtusa, face adaxial indumentada com tricomas esparsos, tricomas estrelados, face abaxial indumentada com maior densidade de tricomas sobre as nervuras.
As florescências têm paracládios ramificados. Ela tem flores brancas ou esverdeadas, 2–2,5 milímetros de comprimento, pedúnculos indumentados, bráctea orbicular ou suborbicular, indumentada, 0,8–1,2 milímetros de comprimento, bractéolas orbiculares, 1– 1,5 milímetros de comprimento; tépalas externas oval-elípticas, 1–3-nérveas, 2–3 milímetros de comprimento, tépalas internas elípticas a oval-elípticas, 1–2-nérveas, 2–2,5 milímetros de comprimento; prolongamentos do tubo estaminal com filamentos laterais de base dilatada, triangulares e curtos, filamento anterífero linear e longo, anteras elípticas a oblongas, 0,5–0,6 milímetros de comprimento; ovário ovoide, 0,8–1,5 milímetros de comprimento, estigma capitado.  
| Caule                            | Caule                    |
| -------------------------------- | ------------------------ |
| indumento do caule               | presente/glabro          |
| posição                          | escandente               |
| tipo de tricoma                  | simples                  |
| Folha                            |                          |
| formato das folhas               | oval/elíptica            |
| presença de indumento no pecíolo | indumento presente       |
| Flor                             |                          |
| cor da flor                      | esbranquiçado/esverdeada |

## Conservação
A espécie faz parte da Lista Vermelha das espécies ameaçadas do estado do Espírito Santo, no sudeste do Brasil. A lista foi publicada em 13 de junho de 2005 por intermédio do decreto estadual nº 1.499-R. 

## Distribuição
A espécie é encontrada nos estados brasileiros de Espírito Santo, Minas Gerais, Mato Grosso, Paraná, Rio de Janeiro, Santa Catarina e São Paulo. 
A espécie é encontrada nos  domínios fitogeográficos de Cerrado e Mata Atlântica, em regiões com vegetação de mata ciliar e floresta ombrófila pluvial.